# Rolland McMaster
Rolland McMaster (* 23. März 1914; † 25. Oktober 2007 in Fenton, Michigan) war ein US-amerikanischer Gewerkschafter der International Brotherhood of Teamsters.
Fast zwei Meter groß und körperlich durchtrainiert wurde er zum Leibwächter und Schläger der Teamsters-Transportarbeitergewerkschaft („labor racketeering“). Insbesondere war er für deren Präsidenten Jimmy Hoffa tätig.

## Leben
Bevor er für die Gewerkschaft eingesetzt wurde, war er als einfacher Fernfahrer tätig. Bei gewaltsamen Auseinandersetzungen zwischen der AFL und der CIO im Jahr 1941 durchbrach McMaster mit bloßen Händen die Scheibe eines Wagens der konkurrierenden Dachorganisation, zog den Fahrer an dessen Haaren heraus, öffnete die Wagentür und schlug auf die verbliebenen Insassen ein. Drei Motorradstreifen der Polizei wurden benötigt, um ihn zu stoppen.
1957, als Hoffa Präsident der Teamsters geworden war, schickte er McMaster nach Miami, um dort das Local 320 aufzubauen, was er dort zusammen mit Barney Baker und Dave Yaras erledigte, der ein Gefolgsmann von Sam Giancana war, der wiederum ein Schläger von Al Capone gewesen war.

„McMaster war die personifizierte Verbindung von Hoffa zu Meyer Lansky, Santo Trafficante, Jr., der Dorfman-Familie, dem Syndikat in Chicago (Chicago Outfit) und der Genovese-Familie in New Jersey und New York“

Von 1966 bis 1967 saß McMaster 18 Monate im Gefängnis, da er in 32 Fällen der Nötigung und Erpressung schuldig gesprochen worden war; Jimmy Hoffa wurde 1967 auf 13 Jahre verurteilt, aber 1971 wieder freigelassen. Offenbar war Hoffa zu der Überzeugung gelangt, McMaster sei ein Informant der Regierung und damit endete die enge Zusammenarbeit der beiden.
Für kurze Zeit wurde McMaster sogar Interimspräsident der Ortszelle Local 299, von wo aus Hoffa seine legendäre Gewerkschaftskarriere gestartet hatte. Diese wurde dann bis zur Rückkehr Hoffas vom Vizepräsidenten Frank Fitzsimmons übernommen, da er ebenfalls aus dieser Niederlassung stammte. Beim Machtkampf nach der Freilassung von Hoffa stellte sich McMaster auf die Seite von Frank Fitzsimmons. Damit hatte Hoffa nicht nur endgültig einen leistungsfähigen Leibwächter verloren, sondern McMaster bekämpfte aktiv die Pro-Hoffa-Fraktion in der Gewerkschaft. Bei dieser gewerkschaftsinternen Auseinandersetzung wurden auch einige Autos in die Luft gesprengt. Hoffa verschwand 1975 spurlos.
Bei den Vorwahlen zu den Präsidentschaftswahlen 1980 unterstützte McMaster den Kandidaten Lyndon LaRouche. Diese Hilfe soll aus einem Eigeninteresse entstanden sein – da LaRouche ein Geschäftspartner des McMaster-Freundes John R. Ferris war – und rief Gegner von LaRouche (und von McMaster) in der Gewerkschaft auf den Plan. Es kam formal zu einer Anti-LaRouche-Petition, die allerdings auch gegen McMaster gerichtet war.
Rolland McMaster lebte bis zu seinem Tode am 25. Oktober 2007 mit seiner Frau Marilyn auf einem Pferdehof in Fenton, Michigan.

## Fall Jimmy Hoffa
Zum spurlosen Verschwinden Hoffas 1975 trug McMaster eine eigene Version bei; demnach sei Jimmy Hoffa nicht ermordet worden, sondern sei mit einer schwarzen Gogo-Tänzerin nach Brasilien abgehauen. Ebenso wie z. B. Frank Sheeran gehörte McMaster zu den fünfzig Personen, die im September 1975 vor der Grand Jury – welche das Verschwinden von Hoffa aufklären wollte – aussagen sollten, verweigerte aber wie die meisten anderen vorgeladenen Personen die Aussage mit Berufung auf den 5. Zusatzartikel zur Verfassung der Vereinigten Staaten.
Am 17. Mai 2006 begann die Durchsuchung des abgelegenen Pferdehofs „Hidden Dreams Farm“ im Hartland Township, das dreißig Meilen von Detroit entfernt an der Interstate 96 liegt, um doch noch die Leiche von Jimmy Hoffa zu finden.
Der Hinweis stammte von Donovan Wells, einem 75-jährigen Mann, der als Marihuana-Dealer verurteilt worden war und in den 1970er Jahren nur eine kurze Zeit in dem 6000-Seelen-Ort gelebt und auf der Farm gearbeitet hatte. Er will damals gesehen haben, wie eine Leiche, eingewickelt in einen Teppich, auf dem 32 Hektar großen Gelände vergraben worden war.
Da zum Zeitpunkt des Verschwindens von Jimmy Hoffa die Farm Eigentum von Rolland McMaster gewesen war und nur 30 km vom Ort des Verschwindens, dem Restaurant Machus Red Fox, entfernt liegt, wurde der Hinweis seitens der Behörden ernst genommen. Zur ersten Durchsuchung und Absperrung fuhren mindestens 15 Fahrzeuge vor, Hubschrauber wurden eingesetzt und eine Scheune abgerissen. 
Der damals 93-jährige McMaster wurde verhört, es kam jedoch zu keinen neuen Erkenntnissen; am 30. Mai 2006 wurde die Aktion ohne Erfolg beendet.